# Френсіс Лейн
Френсіс Адоніджа Лейн (англ. Francis Adonijah Lane; 23 вересня 1874, Чикаго, Іллінойс, США — 17 лютого 1927, Чикаго, Іллінойс, США) — американський легкоатлет, бронзовий призер літніх Олімпійських ігор 1896.

## Участь в літніх Олімпійських іграх 1896 року
Лейн брав участь лише у забігах на 100 метрів. З початку, 6 квітня, він переміг у кваліфікаційному раунді з результатом 12,2 секунд і вийшов у фінал разом з угорцем Алойзом Соколом. В фінальному забігу, який пройшов 10 квітня, він пробіг нарівні з Соколом і зайняв разом з ним третє місце. 
З 1924 по 1926 роки встановив рекорд США в бігу на 100 метрів.

## Історія життя
Френсіс Лейн був одним з 4 студентів Принстонського університету, які взяли участь у  легкоатлетичних змаганнях (інші студенти: Роберт Гарретт, Герберт Джемісон i його двоюрідний брат Альберт Тайлер.
Після закінчення університету в 1897 році вивчав медицину в Університеті Вашингтона в Сент-Луїсі. Спеціалізувався в офтальмології. Керував лікарнею в Чикаго.

## Цікаві факти
- Чемпіон літніх Олімпійських ігор 1896 року отримував в нагороду срібну медаль, оливкову гілку і диплом. Нагорода за друге місце: бронзова медаль, лаврова гілка і диплом. Третє місце: брак винагороди.